# Podział administracyjny Lesotho

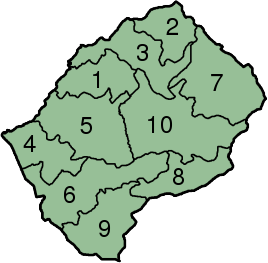
Dystrykty Lesotho

Lesotho jest podzielone na 10 dystryktów:
1. Berea
2. Butha-Buthe
3. Leribe
4. Mafeteng
5. Maseru
6. Mohale’s Hoek
7. Mokhotlong
8. Qacha’s Nek
9. Quthing
10. Thaba-Tseka